# Sorbus lanpingensis
Sorbus lanpingensis là loài thực vật có hoa trong họ Hoa hồng. Loài này được L.T. Lu miêu tả khoa học đầu tiên năm 1989.